# Aspersione

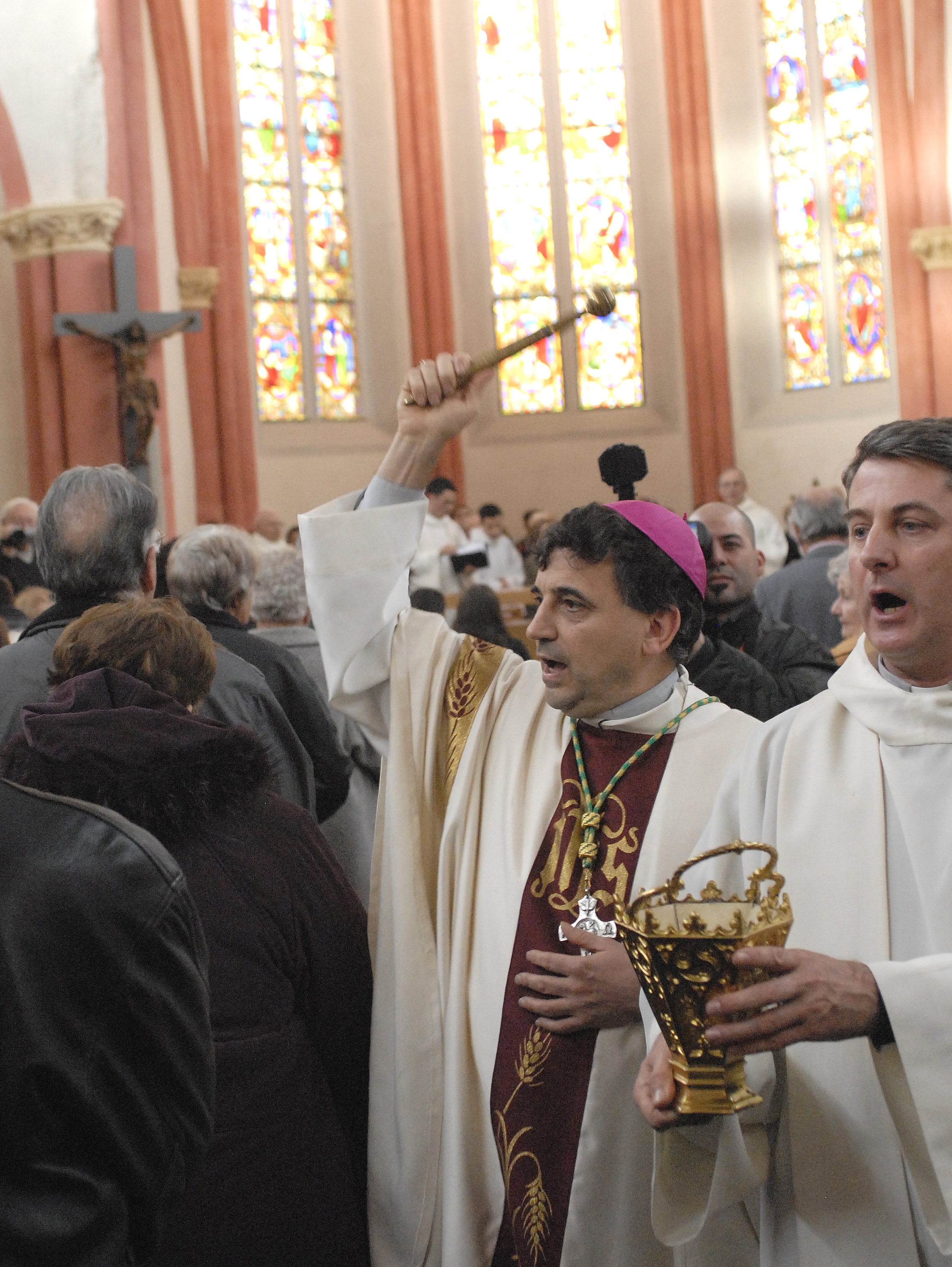
Aspersione dei fedeli

L'aspersione è un atto tipico di cerimoniali religiosi, probabilmente fin dalla preistoria, mediante il quale un ministro di culto addetto al sacrificio asperge la vittima prescelta (o eventualmente se stesso) con acqua lustrale (ovvero acqua benedetta o santificata).
Nella religione romana antica, come in quella moderna, l'aspersione avviene tramite un rametto di alloro o olivo, detto appunto aspergillum, immerso nell'acqua lustrale e spruzzato su ciò che deve essere asperso (di solito è la purificazione da compiersi prima di un sacrificio agli dèi inferi).
Per la religione cristiana, l'aspersione ricorda il battesimo e la Pasqua. Il significato rituale sta nella purificazione ottenuta attraverso la purezza dell'acqua.
Si può compiere immergendo le mani, il volto o l'intero corpo, dando luogo in quest'ultimo caso all'abluzione.
Nella liturgia cristiana, si utilizza un secchiello contenente acqua che viene portato all'altare. Il prete benedice l'acqua e successivamente asperge i fedeli. L'aspersione sostituisce l'atto penitenziale.